# Carmañola (Italia)
Carmañola (Carmagnola en italiano y Carmagnòla en piamontés) es una comuna italiana situada en la provincia de Turín, en la región del Piamonte, en el norte del país. Se encuentra a unos 29 kilómetros al sur de Turín.
La población se encuentra en el margen derecho del río Po y su tipo de suelo es fruto de la acumulación de arenas de río con el paso del tiempo.

## Historia

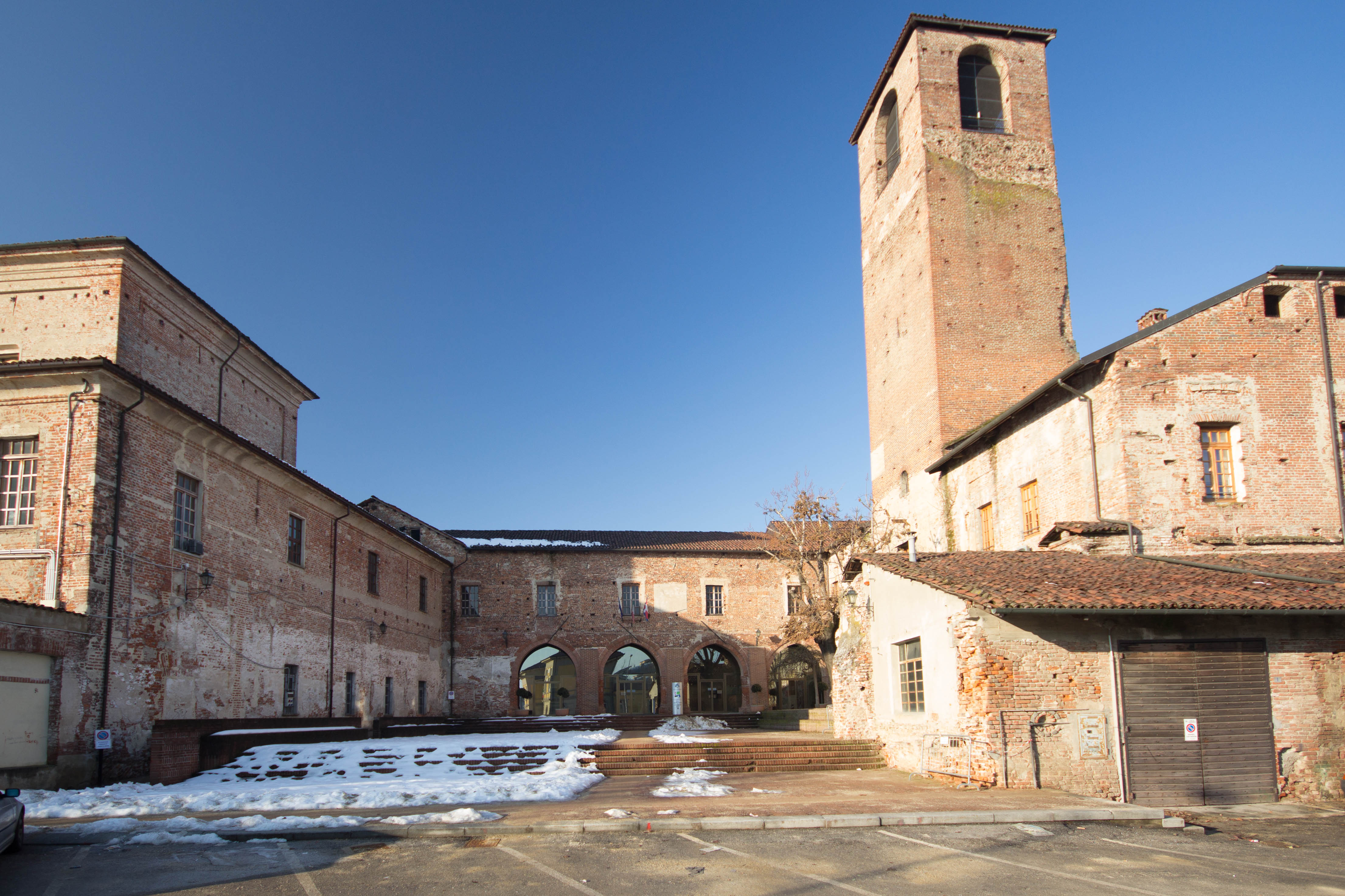
Castello di Carmagnola actual ayuntamiento

La Parque Cascina Vigna

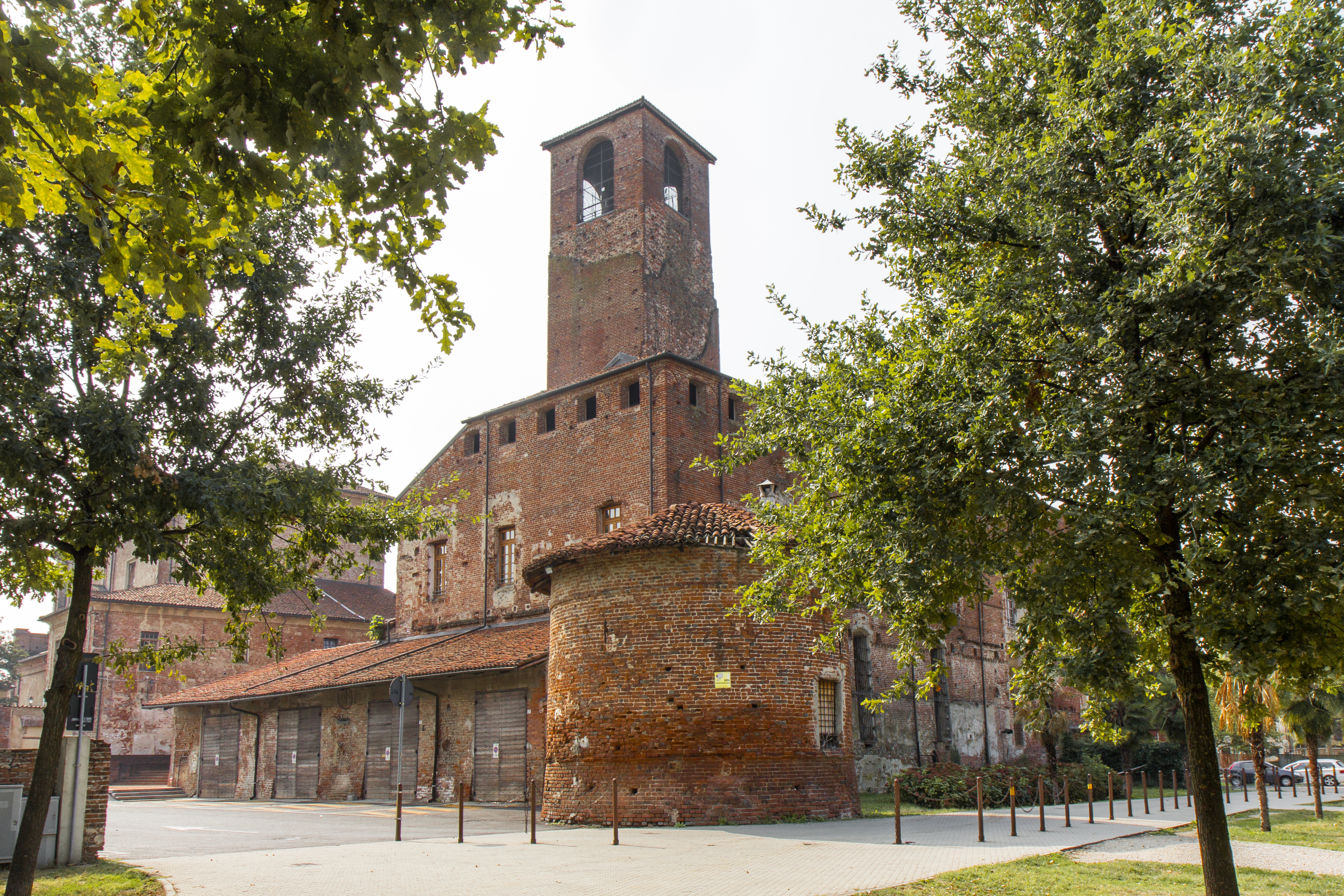
Castello di Carmagnola, ayuntamiento

El municipio de Carmañola fue fundado en el siglo XI. Su territorio, que pertenecía originariamente a los señores de Arduinici, pasó a manos de los marqueses de Saluzzo, quienes construyeron su castillo. La dinastía de Saluzzo entró en un periodo de decadencia que finalizó en cuarenta años de dominación francesa tras la batalla de Cerisoles en 1544.
En 1588 se convirtió en una posesión de la Casa de Saboya tras el asedio de Carlos Manuel I de Saboya. La ciudad vivió un segundo periodo de dominación francesa en el siglo XVII, durante la guerra civil entre los Madamisti y los Principisti (los primeros apoyaban a Francia, mientras que los segundos apoyaban al Ducado de Saboya). En este periodo, entre 1637 y 1642, las tres subdivisiones principales fueron destruidas debido a problemas con las estructuras defensivas e inmediatamente reconstruidas a una distancia aproximada de un kilómetro y medio de su emplazamiento original. En 1690 la ciudad fue ocupada de nuevo por los franceses a las órdenes del general Nicolas de Catinat. Sin embargo, Víctor Amadeo II de Saboya retomó la ciudad un año más tarde.
Finalmente, conforme su situación estratégica fue perdiendo importancia y sus construcciones defensivas fueron demolidas, la población pudo desarrollar la agricultura y el comercio, principalmente de cáñamo y cuerdas que eran exportadas principalmente a Liguria y el sur de Francia. La agricultura y el comercio característico de la ciudad estuvieron presentes hasta la finalización de la Segunda Guerra Mundial, tras la que la llegada masiva de inmigrantes provocó un rápido crecimiento urbanístico.
El nombre de La carmagnole, es el título de una canción y danza francesa hecha y popularizada durante la Revolución Francesa, se considera que la canción deriva indirectamente de la comuna italiana.

## Economía
La economía de la ciudad está ligada a la producción intensiva de cereales y verduras, de buen rendimiento debido a la naturaleza del suelo. Durante los años 1960 la industria experimentó un notable crecimiento cuando el Grupo Fiat abrió una factoría, atrayendo un buen número de emigrantes provenientes del sur del país. Gracias a la factoría del Grupo Fiat se desarrollaron otras actividades industriales como la metalurgia, la electrónica, óptica, industria química y la industria alimentaria. El sector financiero, de la banca y los seguros, también se ha desarrollado de forma notable.

## Personalidades
- Francesco Bussone, más conocido como el Carmagnola o el Conde de Carmagnola (1380-1432), quien estuvo al servicio de Filippo Maria Visconti de Milán, que inspiró la tragedia de Alessandro Manzoni, "El Conde de Carmañola" (Il Conte di Carmagnola).
- Francisca Rubatto, religiosa.
- Gianluigi Lentini, futbolista.
- Guido Martina, historietista de Disney.
- Daniele Savoca, actor.
- El marqués Francesco Ludovico de Saluzzo falleció en Carmagnola.
- Mario Zanello, futbolista, falleció en Carmagnola.
- En Carmagnola estudió el poeta Dino Campana.

## Demografía
| Gráfica de evolución demográfica de Carmañola entre 1861 y 2015 |
|                                                                 |
| Fuente ISTAT - elaboración gráfica de Wikipedia                 |

## Fiestas y celebraciones
- Sagra del peperone (Feria del pimiento). Se celebra entre la última semana de agosto y la primera de septiembre. Se trata de una feria gastronómica dedicada al producto más típico de la agricultura de Carmañola. La feria suele atraer a más de 250.000 visitantes cada año.

El 5 de septiembre de 2010 Carmagnola ha entrado en el Libro Guinness de los Récords por la mayor pimientos sopa (peperonata) en el mundo, 1.190 kg.
- Fiera di primavera (Feria de la primavera). Celebrada habitualmente en marzo, está dedicada al comercio agrícola, celebrándose muchas actividades paralelas.

## Ciudades hermanadas
- Opatija, Croacia
- Ciudad de Río Tercero - Córdoba - República Argentina a partir del domingo 16 de noviembre de 2008 desde las 21 P. m. hora de Córdoba R.A.